# .50-70 Government
O .50-70 Government (também chamado de .50-70 Musket e .50 Government e coloquialmente muito conhecido como .50-70 Springfield), é um cartucho de fogo central de pólvora negra, adotado em 1866 para o rifle Springfield Model 1866 "Trapdoor".

## Características
Derivado do .50-60-400 Joslyn, o cartucho foi desenvolvido após os resultados insatisfatórios do cartucho rimfire .58 para o rifle Springfield Model 1865 Trapdoor.
O cartucho .50-70 Government se tornou o cartucho oficial das forças armadas dos EUA até ser substituído pelo .45-70 Government em 1873. O cartucho .50-70 tinha um limite de pressão de 22.500 PSI.
A designação oficial desse cartucho na época do seu lançamento era "US center-fire metallic cartridge", e a designação comercial .50-70-450, com o seguinte significado:
- Calibre: .50 de polegada
- Carga de pólvora: 70 grãos (4,54 gramas) de pólvora negra
- Peso da bala: 450 grãos (29,2 gramas)[3]

Munição no calibre .50-70 Government com uma carga de pólvora negra, está atualmente disponível comercialmente na Buffalo Bore. Os recarregadores experimentaram uma variedade de pesos de bala de 425 a 600 grãos (39 g) de peso. Além disso, a Marinha dos Estados Unidos contratou a Remington para produzir vários milhares de carabinas Rolling Block com câmara para uma versão de carga reduzida desse cartucho, que foi oficialmente produzido para uso apenas em carabinas. Este cartucho de carga reduzida usava um .50-70 encurtado com uma bala de 430 grãos (28 g) e 45 grãos (2,9 g) de pólvora negra.
A Marinha dos Estados Unidos também comprou rifles Remington Rolling Block com câmara para o cartucho de tamanho normal .50-70. O Exército dos EUA também encomendou rifles Rolling Block e carabinas no calibre .50-70 e também fez alguns Rolling Blocks em sua instalação do Arsenal Springfield neste calibre. O Exército dos EUA também tinha um grande suprimento de carabinas Sharps disparadas por percussão no final da Guerra Civil e fez com que a empresa Sharps Rifle convertesse cerca de 31.000 delas para o calibre .50-70 para uso na cavalaria. Enquanto isso, o exército, que havia saído da Guerra Civil com um estoque de quase um milhão de mosquetes por antecarga de percussão, converteu os mosquetes Springfield Model 1863 e o Model 1864 em munição de cartucho metálico usando o método de conversão Allin ("trapdoor" - "alçapão"), bem como "rifles de cadete". A primeira das conversões .50-70 foi o Springfield Model 1866. Novas versões melhoradas foram feitas e usadas pelo exército em 1873. Depois de 1873, com o advento do cartucho .45-70, o exército declarou o .50-70 como excedente e enquanto alguns rifles em .50-70 foram entregues a batedores indígenas, o grosso foi simplesmente vendido como excedente. Na Marinha dos Estados Unidos, entretanto, o cartucho 50-70 e as armas associadas a ele permaneceram em uso até o final da década de 1880.
Exemplares antigos do .50-70 Government
usados principalmente no Rifle Springfield
- Um .50-70 Springfield rifle.
- Um .50-70 Springfield rifle "button-primed".
- Um .50-70 Springfield carbine.

Buffalo Bill Cody usou um Springfield Model 1866 no calibre .50-70 enquanto caçava búfalos para alimentar os trabalhadores da ferrovia Kansas Pacific (posteriormente Union Pacific Eastern Division). O General G. A. Custer era conhecido por ter e usar um Rolling Block "esporterizado" no calibre .50-70 e acreditava-se que o tinha com ele na Batalha de Little Bighorn.
Como o general Sheridan do exército havia embarcado em um plano para eliminar o bisão durante o curso das Guerras Indígenas Americanas, os rifles .50-70 também foram emitidos, ou comprados, por caçadores de búfalos para uso na eliminação dos vastos rebanhos de Bisões. Sharps começou a fabricar rifles esporterizados em .50-70 (e depois .50-90, .50-110, etc.) e com miras aprimoradas para tiros de longo alcance para uso pelos caçadores de búfalos.
Em 1867, o cartucho .50-70 usado no Springfield Model 1866 do Exército desempenhou um papel fundamental em conter uma força de ataque de 300-1000 índios Lakota Sioux durante a Wagon Box Fight.
Réplicas funcionais modernas de rifles históricos calibre .50-70 foram importadas para os Estados Unidos por empresas como Davide Pedersoli e A. Uberti, Srl. (uma subsidiária da Beretta). O calibre .50-70 ainda tem algum uso e popularidade por parte de esportistas e atiradores de "Cowboy Action Shooting".